# أحمد زياد محبك
أحمد زياد محبك (10 مايو 1949م) كاتب وأكاديمي سوري. صدرت له عشرات المؤلفات الأدبية في النقد والقصة القصيرة، منها مجموعة قصصية بعنوان «طعم العصافير».

## السيرة الذاتية
- من مواليد مدينة حلب عام 1949.
- تخرّج في قسم اللغة العربية بجامعة حلب عام 1972.
- حاز دبلوم الدراسات العليا من جامعة دمشق عام 1973 .
- بدأ بالنشر في الدوريات العربية عام 1973.
- عمل مدرساً في وزارة التربية من عام 1974 إلى عام 1977.
- انتقل إلى وزارة التعليم العالي حيث عين معيداً عام 1977
- نال الماجستير في الأدب العربي الحديث من جامعة حلب عام 1981.
- حاز الدكتوراه في الأدب العربي الحديث من جامعة دمشق عام 1984.
- عين مدرساً لمادة الأدب العربي الحديث بجامعة حلب عام 1984.
- رفع إلى مرتبة أستاذ لمادة الأدب العربي الحديث بجامعة حلب عام 1996.
- عضو اتحاد الكتاب العرب بدمشق منذ عام 1983 .
- عضو هيئة تحرير جريدة الأسبوع الأدبي من عام 1997إلى عام 2000 .
- عضو نادي التمثيل العربي منذ عام 1988 .
- عضو جمعية العاديات بحلب منذ عام 1998.
- عضو اتحاد الصحفيين منذ عام 1999 .
- حاضر في جامعة تشرين باللاذقية في الأعوام 1987_ 1988 _ 1989.
- عمل أستاذاً معاراً إلى جامعة سبها في القطر الليبي من عام 1990 إلى عام1994 .
- حاضر في جامعة البعث في حمص عامي 1995_ 1996
- أشرف على عدد من رسائل الماجستير والدكتوراه في جامعة حلب وجامعة تشرين باللاذقية.
- حاز جائزة المركزالاستشاري لتعليم اللغة اليابانية في حلب عن القصة القصيرة عام1995
- حاز جائزة البتاني في الرقة عن القصة القصيرة عام 1997.
- حاز جائزة جريدة الثورة بدمشق عن القصة القصيرة عام 1998.
- حاز جائزة الباسل للإبداع الفكري بمدينة حلب عام 1998.
- رئيس قسم اللغة العربية من عام 1998 إلى عام 2000 .
- أمين سر اتحاد الكتاب العرب – فرع حلب منذ عام 2001 .
- أوفده اتحاد الكتاب العرب لمدة أسبوع إلى الجزائر العاصمة 1988 في زيارة اطلاعية.
- أوفدته جامعة حلب إلى فرنسة ليحاضر في طلاب الدراسات العليا بجامعة ليون الثانية لمدة أسبوع عام 1994.
- شارك في ندوة التراث الشعبي ببيروت عام 1999.
- شارك في مؤتمر الرواية العربية في طرابلس ليبيا عام 1999.
- حاضر لمدة أسبوع في مدرسي اللغة العربية بمعهد تعليم اللغات الأم في استوكهولم بالسويد بدعوة من المعهد نفسه عام 2000.
- كرمته جمعية النقد الأدبي في اتحاد الكتاب العرب بدمشق بالتعاون مع فرع اتحاد الكتاب العرب في حلب عام 2001.
- أوفد إلى جامعة عين شمس بالقاهرة بمهمة البحث العلمي لمدة أربعة أشهر من 3/ 7/ 2002 إلى 3/ 11 / 2002.
- نشر أكثر من 400 مادة في مختلف الدوريات العربية.
- أستاذ الأدب العربي الحديث بجامعة حلب.

## المؤلفات المنشورة
1. حركة التأليف المسرحي في سورية، (دراسة): اتحاد الكتاب العرب، دمشق، 1982، 430 صفحة، قطع كبير
2. من الحكايات الشعبية، (مجموعة حكايات شعبية): وزارة الثقافة، دمشق، 1983، 194 صفحة، قطع وسط.
3. يوم لرجل واحد، (مجموعة قصص قصيرة): اتحاد الكتاب العرب، دمشق، 1986 ، 200 صفحة، قطع وسط
4. المسرحية التاريخية في المسرح العربي المعاصر، (دراسة): دار طلاس، دمشق، 1989، 374 صفحة، قطع كبير
5. حجارة أرضنا، (مجموعة قصص قصيرة): مطبعة عكرمة، دمشق، 1989، 109 صفحات، قطع صغير
6. الكوبرا تصنع العسل، (رواية): دار القلم العربي، حلب، 1996، 145 صفحة، قطع كبير
7. بدر الزمان، (مسرحية): دار القلم العربي، حلب، 1996، 104 صفحات، قطع كبير
8. حلم الأجفان المطبقة، (مجموعة قصص): اتحاد الكتاب العرب، دمشق، 1996، 335 صفحة، قطع وسط
9. عريشة الياسمين، (مجموعة قصص): دار القلم العربي، حلب، 1996، 256 صفحة، قطع وسط
10. دراسات في المسرحية العربية، (دراسة) : مطبوعات جامعة حلب، حلب، 1997، 185 صفحة، قطع كبير
11. حكايات شعبية (نصوص ودراسة) : اتحاد الكتاب العرب، دمشق، 1999 ، 770 صفحة، قطع وسط
12. دروب الشعر العربي الحديث (دراسة) : مطبوعات جامعة حلب، حلب 2000 ، 240 صفحة، قطع كبير.
13. لأنكِ معي (مجموعة قصص قصيرة جداً) : دار شمأل، دمشق، 2000 ، 180 صفحة، قطع صغير.
14. طعم العصافير (مجموعة قصص قصيرة) : دار القلم العربي، حلب، 2001، 112 صفحة، قطع وسط.
15. قصائد مقارنة (دراسة ونصوص) : مطبوعات جامعة حلب، حلب،2001، 125 صفحة، قطع كبير.
16. دراسات نقدية من الأسطورة إلى القصة القصيرة(دراسة): منشورات دار علاء الدين، دمشق،2001،300صفحة، قطع كبير.
17. العودة إلى البحر(مجموعة قصص قصيرة): اتحاد الكتاب العرب، دمشق، 2001،153صفحة، قطع وسط.

## الجوائز والتكريم
- نال عدد من الجوائز في مشوار حياته الأدبية منها :

1. جائزة المركزالاستشاري لتعليم اللغة اليابانية في حلب عن القصة القصيرة عام1995
2. جائزة البتاني في الرقة عن القصة القصيرة عام 1997.
3. جائزة جريدة الثورة بدمشق عن القصة القصيرة عام 1998.
4. جائزة الباسل للإبداع الفكري بمدينة حلب عام 1998.

- أبدع في فن القصة القصيرة، والقصة القصيرة جداً، ونال استحسان الأدباء والمهتمين بهذا المجال، ومن أحد القصص القصيرة التي ألقاها في الحفل التكريمي الذي أقيم له في اتحاد الكتاب العرب بحلب عام: 2001م. :

```
- 
أنا .. والتفاحة
 :
```

لها أن تأكل تفاحها كما تشاء، ولي أن آكلها أنا كما أشتهي.
بلطف أمسك بها من غمازتيها، بالإبهام والسبابة، أرفعها إلى أعلى بهدوء، مثل أيقونة مقدسة، أتأمل تألقها مثل الشمس، مثل حقل حنطة، مثل ذهب مشع، مثل شعر أشقر منسدل على نهد، أدنيها من فمي، وأنا أشم شذاها الناعش، ألثمها، وأنا أحار كيف أقضمها؟ شفاهي تتلمس تألقها الزاهي، تزقزق قشرتها تحت أسناني، تنحل عصارتها في لساني، كالرضاب، تنسل من زاوية فمي، وهي تذوب، كقطرة ندى، أمضغ طراوتها، كأنها عهد الشباب، موسيقا وألحان تذوب، عزف كمان، فضاءات وأبهاء قصور، حقول خيول تسبح في الشمس والخضرة، جموح لايحد، والشفاه تنطبق على الشهد كي لا يذوب، من أين أتى هذا العبق؟ أي سحاب سقاه؟ أي جذر مدّ فيه هذا النغم؟ العالم كله في هذه الاستدارة الناعمة، هي صغيرة تحملها اليد، تحتويها الأصابع، تلفُّها من كل الجهات، تنعم بملمسها الرطب، هي أكبر من الأهرام، أعظم من الهيملايا، كأنها نهد تنام ويدك عليه، تحس أنك تملك العالم كله، مثل طفل، هنا الغذاء والدفء والحنان والنبض، وتقضمها، تمنحك ذاتها طرية، بحنان، حتى في قشرها الود، كل الود، وفي السويداء حبات البقاء، بها تتحدى الفناء، لايمكن أن تتخلى عنها، فلتكن كلها في الأعماق، لعلها تمد هناك الجذور، تثمر عمراً أخضر، وتبقى البقية في اليد، تحملها بلطف، كيف تتخلى عنها؟ وعلى الأنامل نداها والشذى، والنسغ يجري في القلب؟
وأنت أمامي، تغرسين الشوكة، يسيل الشهد، وبالسكين، تشطرين القلب.لك أن تتناولي تفاحك كما تشائين.